# Лежневі
Лежневі (Burhinidae) — родина птахів з ряду сивкоподібних (Charadriiformes). Містить 10 видів.

## Зовнішній вигляд
Лежневі — птахи середньої величини з непримітним забарвленням, сильними лапами і дзьобом, а також гострими довгими крилами. На лапках у більшості видів є потовщений п'ятковий суглоб. Три пальці з'єднані тонкою перетинкою, палець, що спрямований назад відсутній. Характерні також великі очі з жовтою райдужною оболонкою. Лежневі — енергійні, рухливі птахи, що видають жалібні звуки. Вони літають за допомогою швидких помахів крил, перебуваючи як правило низько над землею. Ноги в польоті спрямовані далеко назад. Під час польоту лежневі звуків не видають.

## Поширення

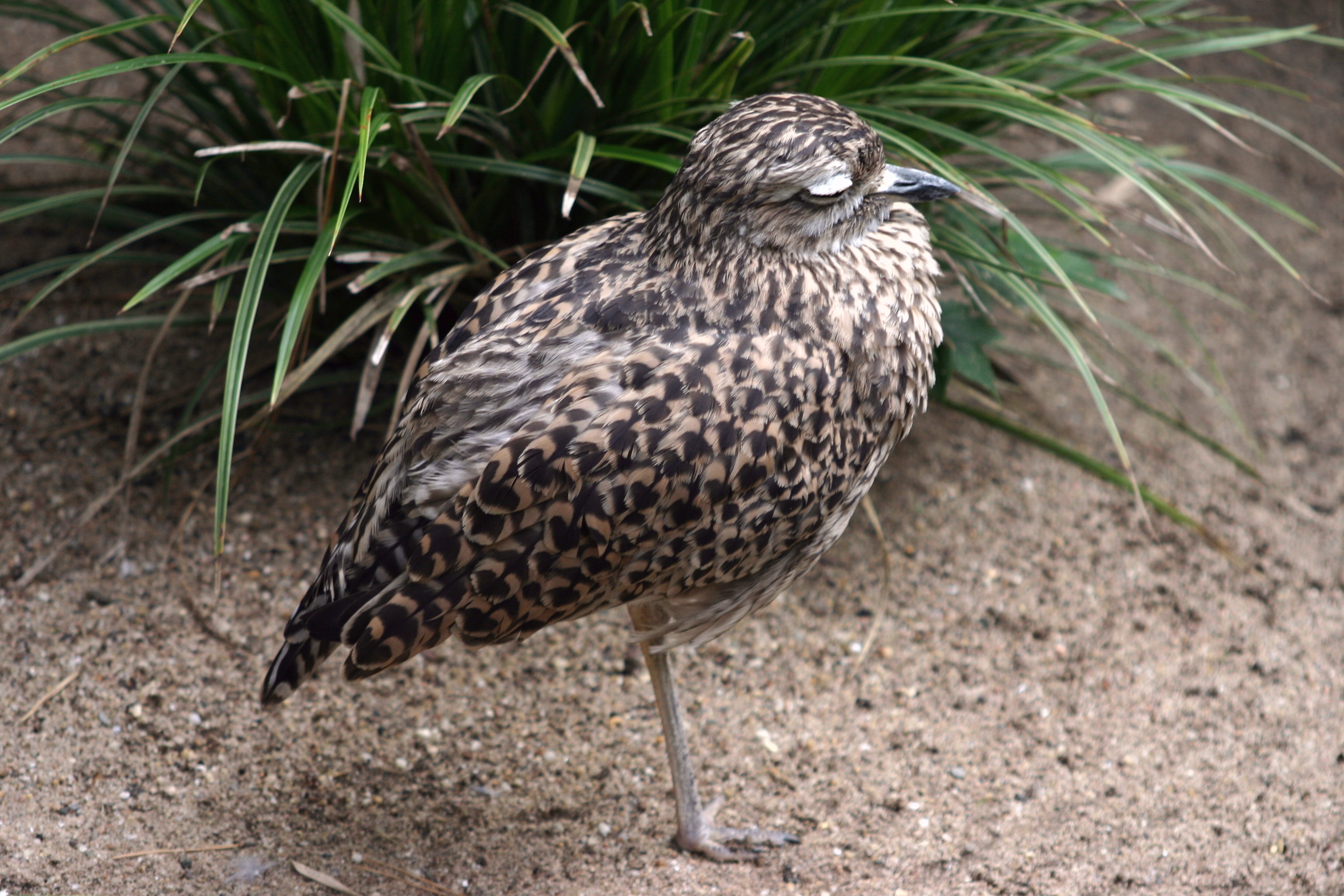
Burhinus capensis

Лежневі зустрічаються в помірних і тропічних регіонах Землі. У західній Палеарктики представлені лише два види — лежень степовий та лежень річковий. До регіонів, не заселених родиною лежневих, належать Північна Америка, Нова Зеландія та Океанія. Основний ареал розповсюдження охоплює південну і помірну частину Європи від Канарських островів до Туреччини, частини Африки за винятком пустель і тропічних лісів, Близький Схід, північ Індії, Нову Гвінею та Австралію. Північної Америки ця родина досягає на крайньому півдні Мексики. В Південній Америці лежневі поширені на півночі і на тихоокеанському узбережжі.

## Поведінка
Лежні населяють посушливі регіони, савани, напівпустелі, а також кам'янисті морські узбережжя і береги річок. Більшість представників роду активні в сутінковий і нічний час. Будують гнізда й насиджують яйця на землі.

## Види
| Зображення | Українська назва      | Біноміальна назва                             |
| ---------- | --------------------- | --------------------------------------------- |
|            | Лежень степовий       | Burhinus oedicnemus                           |
|            | Лежень індійський     | Burhinus indicus                              |
|            | Лежень річковий       | Burhinus senegalensis                         |
|            | Лежень заїрський      | Burhinus vermiculatus                         |
|            | Лежень плямистий      | Burhinus capensis                             |
|            | Лежень американський  | Burhinus bistriatus                           |
|            | Лежень перуанський    | Burhinus superciliaris                        |
|            | Лежень австралійський | Burhinus grallarius (раніше B. magnirostris). |
|            | Лежень великий        | Esacus recurvirostris                         |
|            | Лежень рифовий        | Esacus magnirostris                           |